# Els estafadors
Els estafadors (títol original en anglès: The Grifters) és una pel·lícula estatunidenca, dirigida per Stephen Frears, estrenada el 1990 i doblada al català.

## Argument
Petit i lamentable lladregot, Roy Dillon és ferit per un cambrer. La seva mare, Lilly, empleada d'un corredor d'apostes mafiós, va a retre-li visita a l'hospital i hi troba Myra, l'amiga de Roy, una vella lladregota d'alta volada. Entre les dues dones, hi ha de seguida enemistat, i després un odi feréstec.

## Repartiment
- John Cusack: Roy Dillon
- Anjelica Huston: Lilly Dillon, la mare de Roy
- Annette Bening: Myra Langtry, l'amiga de Roy
- Pat Hingle: Bobo Justus, el mafiós per a qui treballa Lilly
- Jan Munroe: l'home del bar
- Robert Weems: locutor
- Stephen Tobolowsky: el joier
- Jimmy Noonan: Bartender
- Richard Holden: el policia
- Henry Jones: Simms
- Michael Laskin: Irv
- Eddie Jones: Mintz
- Sandy Baron: el doctor
- Lou Hancock: la infermera
- Gailard Sartain: Joe
- Noelle Harling: la infermera Carol Flynn

## Al voltant de la pel·lícula
- Cal destacar una molt probable clicada d'ull de Stephen Frears a la família Huston (John i Anjelica): els tres personatges principals de la pel·lícula es diuen respectivament Roy (John Cusack), Lilly (Anjelica Huston) i miss Langtry (Annette Bening); ara bé, a la pel·lícula The Life and Times of Judge Roy Bean de John Huston (el pare d'Anjelica), el jutje Roy Bean (Paul Newman) és amant de la gran actriu britànica Lillie Langtry (Ava Gardner), cèlebre per la seva bellesa.

### Nominacions[3]
1991 
- Oscar a la millor actriu per Anjelica Huston
- Oscar a la millor actriu secundària per Annette Bening
- Oscar al millor director per Stephen Frears
- Oscar al millor guió adaptat per Donald E. Westlake
- BAFTA a la millor actriu secundària per Annette Bening
- Globus d'Or a la millor actriu musical o còmica per Anjelica Huston